# Iso Sammassaari
Iso Sammassaari är en ö i Finland. Den ligger i sjön Pyhäjärvi och i kommunen Vesilax i den ekonomiska regionen Tammerfors och landskapet Birkaland, i den södra delen av landet, 150 km nordväst om huvudstaden Helsingfors. Öns area är 4,9 hektar och dess största längd är 0,6 kilometer i öst-västlig riktning.